# Danilo González
Danilo Alfonso González Gil  (Buga, 1959 - Bogotá, 25 de marzo de 2004) fue un exteniente Coronel de la Policía Nacional de Colombia y posteriormente miembro de organizaciones delictivas vinculadas al narcotráfico. Llegó a ser director de inteligencia del GAULA de la Policía Nacional. Exitoso oficial de la policía, su labor fue central en la muerte de capos del narcotráfico como Gonzalo Rodríguez Gacha y Pablo Escobar, para lo cual recurrió a alianzas non sanctas con enemigos de estos, como el cartel de Cali o el cartel del Norte del Valle. Gracias a tales contactos, González fue pieza clave en el rescate del hermano secuestrado del expresidente César Gaviria. A raíz de sus alianzas, sin embargo, se vio obligado a abandonar la policía, tras lo cual recurrió a sus antiguos aliados en el narcotráfico.
La vida de González fue pues, contradictoria, pues mientras unos sectores aseguran que fue pieza clave en el desborde del narcotráfico en Colombia, otros lo señalan como un personaje central en la lucha contra el Cartel de Medellín. Estos últimos indican que, para poder capturar a Escobar, con la aceptación del gobierno, trabajó en conjunto con los carteles de Cali y del norte del Valle. Años después de la muerte de Escobar, el gobierno le pidió la renuncia.  
Cuando se disponía a entregarse a la justicia estadounidense, fue asesinado en Bogotá. Se asegura que en ese momento era socio de hoteles en Brasil, dueño de pases de futbolistas y propietario de numerosas propiedades inmobiliarias. 

## Biografía
Danilo Alfonso González Gil nació en Buga, Valle del Cauca, siendo el menor de una familia de ocho hijos dedicada al cultivo de café.
Su padre fue asesinado siendo González apenas un niño, en su adolescencia González fue a Bogotá y luego se inscribió en la Escuela de Cadetes de Policía General Santander, donde fue reconocido como un estudiante destacado, graduado como el mejor estudiante en 1977.
Su primera misión como subteniente la desarrolló en Barranquilla, donde combatió la delincuencia. 

### Lucha contra el Cartel de Medellín
Por su formación en inteligencia en Argentina, González fue seleccionado para conformar el Bloque de búsqueda que tenía como misión capturar al líder del Cartel de Medellín Pablo Escobar. Danilo también participó en la primera etapa de la búsqueda que culminó en junio de 1991 cuando Escobar fue recluido en la cárcel La Catedral en Envigado.
En 1992, cuando Escobar se fugó de la cárcel, fue reactivado el Bloque de búsqueda y se dio una alianza entre el Cartel de Cali, paramilitares y la Policía Nacional de Colombia, dando nacimiento a Los Pepes. 
La información aportada por González, con la ayuda de la alianza, permitió a un grupo de policías dar con la muerte de Pablo Escobar con lo que el Cartel de Medellín llegó a su fin. 

### Tras el final del Cartel de Medellín
En 1996, cuando era director de inteligencia del Gaula, González recurrió al narcotraficante Víctor Patiño Fómeque para conseguir la liberación de Juan Carlos Gaviria, hermano del expresidente de Colombia, César Gaviria. 
El 5 de marzo de 1996 con la ayuda de Carlos Castaño Gil conseguiría que los paramilitares asesinaran al narcotraficante del cartel de Cali José Santacruz Londoño, que se había fugado de una cárcel.
Tal cercanía con las cabezas visibles de los carteles lo llevaron a inmiscuirse en ese mundo de la mafia, y precipitaron su salida forzosa de la policía, aseguran sus defensores. Los detractores, entre los que se cuentan Andrés López, autor del libro -y de la serie televisiva homónima- El Cartel de los Sapos, aseguran que su vinculación con el bajo mundo venía desde su vinculación misma con la policía colombiana. Trabajó como jefe de seguridad de Rasguño y posteriormente de Jabón siendo además enlace de este con la policía.

### Asesinato
Las autoridades establecieron que el jueves 25 de marzo de 2004—día en que fue asesinado de varios tiros a quema ropa en la cabeza cuando ingresaba a un edificio en el norte de Bogotá—González se encontraba tramitando con su abogado el traspaso de sus bienes a nombre de sus hijos y de su esposa.
Semanas atrás, había buscado a un mayor (r) de la misma institución para pedirle que se encargara de su seguridad personal pues estaba amenazado de muerte. El mayor fue compañero de González en el Bloque de Búsqueda, el grupo élite que en 1993 persiguió y ultimó al capo del cartel de Medellín, Pablo Escobar Gaviria. Según narró González a un círculo próximo de amigos, en enero previo un poderoso capo del cartel del Norte del Valle lo sentenció a muerte tras enterarse por—boca del propio Danilo—que el coronel estaba en conversaciones con el gobierno de EE. UU.  
La intención era aclarar su situación ante la justicia de ese país que lo indagaba por presuntos nexos con la mafia.
Incluso, dicen sus allegados, el oficial ofreció sus buenos oficios para gestionar un eventual sometimiento masivo ante la justicia estadounidense. Información en manos de las autoridades señala que tras la reunión, a la que asistieron otros capos del Valle, el poderoso mafioso ordenó de inmediato el asesinato de González para evitar sus acercamientos con EE. UU. y posibles delaciones.
Efectivamente, desde marzo del año 2003, González contactó a un grupo de abogados en Washington para iniciar diálogos con el gobierno estadounidense.
Los detalles de la estrategia jurídica a seguir fueron ultimados en abril durante una reunión en la isla de Aruba. Incluso, al parecer, alcanzó a consignar en un banco panameño 250 mil dólares para su defensa.
El propósito de Danilo González era abandonar Bogotá el día en que lo mataron. La ciudad no le ofrecía garantías de seguridad ya que la guerra de la mafia, tal como lo han reconocido autoridades locales, se trasladó a la capital y ha cobrado la vida de 17 personas. Por eso, le pidió al mayor (r) que lo escoltaba que fuera a tanquear la camioneta en la bomba más cercana y lo recogiera 15 minutos más tarde en la oficina de la calle 78 con 18, donde se despediría del abogado que le tramitaba el traspaso de bienes. 
En un comienzo, las autoridades creyeron que el mayor retirado, encargado de la seguridad de González, lo vendió a la mafia, pues desapareció con la camioneta. Sin embargo, la hipótesis se derrumbó una semana más tarde, cuando este apareció y narró que él incluso alcanzó a escuchar los disparos. Hoy el oficial retirado colabora con la Fiscalía. González fue asesinado por órdenes de Diego Montoya, en medio de la guerra que el capo sostuvo contra Wilber Varela, alias Jabón.

### Aliados
- Policía Nacional de Colombia
- Cartel del Norte del Valle
- Los Pepes
- Carlos Castaño
- Jabón
- Luis Hernando Gómez
- Rosso José Serrano
- Jorge Daniel Castro Castro

### Enemigos
- Pablo Escobar
- José Santacruz Londoño
- Crimen Organizado
- Don Diego

### Cultura Popular
- En el libro El general serrucho publicado en 2002 por Manuel Vicente Peña es nombrado el expolicía jefe de jefes del Cartel del Norte del Valle un coronel retirado conocido con el alias Daniel que fue director del Gaula y hoy en día ya sabe que se trataba de Danilo González.

- En 2004 el entonces Coronel Oscar Naranjo quien llegó a ser Director de la Policía Nacional y más tarde Vicepresidente de Colombia le pediría permiso al director general de esa época Jorge Daniel Castro Castro para asistir a su entierro ya que habían tenido una amistad mientras estaban en la institución.

- Alias Rasguño lo acusa de haber asesinado al líder conservador Álvaro Gómez Hurtado.

- En el libro de Jorge 40 menciona que en mayo de 1997, Salvatore Mancuso y otros ocho hombres fueron encarcelados una noche e interrogados por un fiscal, que por gestiones del líder paramilitar, González, llegó con una orden del comandante de la policía para dejarlos ir.

- También se le conocía como un policía aventajado en los asuntos de inteligencia en Colombia.

- El 12 de agosto de 2003 el excoronel envía una carta a la Revista Semana en respuesta por el artículo publicado por esa revista: "De cazador a cazado".
- Tuvo una brillante carrera que lo llevó incluso a entrenar comandos especiales de otros países en labores de inteligencia y tácticas antisecuestro.

## Reconocimientos
El Senado y la Cámara de Representantes exaltaron su tarea en el Gaula y en el Bloque de Búsqueda.
La Administración para el Control de Drogas (DEA) le otorgó la más alta distinción por su «abnegada dedicación en la localización del criminal más buscado mundialmente», Pablo Escobar.

## Representación en Televisión
- Pablo Escobar, el patrón del mal - representado como Coronel Ramiro Becerra por el actor Luis Fernando Montoya.
- El cartel - representado en el Coronel Ramiro Gutiérrez por el actor Alberto Palacio.
- Tres Caínes - representado como Daniel Góngora por el actor Juan Carlos Solarte.